# فهرست شخصیت‌های سایلنت هیل
فهرست شخصیت‌های سایلنت هیل (به انگلیسی: List of Silent Hill Characters) فهرستی از شخصیت‌های خیالی در محصولات سایلنت هیل است. این شخصیت‌ها در بازی‌ها، فیلم‌ها، رمان‌ها و کمیک‌هایی با همین نام حضور داشته‌اند.

## سایلنت هیل ۱

### هری میسون
هری میسون (به انگلیسی: Harry Mason) (صداگذار: مایکل جی) شخصیت اصلی روایت‌کننده بازی رایانه‌ای سایلنت هیل است. هری یک نویسنده و پدر شری میسون است. او در بازی سایلنت هیل ۱ به همراه دختر خردسال خود به دنبال همسر گمشدهٔ خود که جندی پیش در سایلنت هیل گم شده بود رفته و در همان ابتدا به صورت رازآلودی از کوهستان به درون شهر سایلنت هیل سقوط می‌کنند. هری پس از این ماجرا دختر خود را نیز گم می‌کند. او پس از جستجو سرانجام ری را پیدا می‌کند اما او همواره از پدر خود فرار می‌کند. هری که اینک در این شهر نفرین شده به دام افتاده است، مجبور است دختر و همسر خود را پیدا نموده و از شهر فرار کند. این شهر به دلیل نفرین حاصل از پیشینهٔ تاریک خود، افرادی که وارد آن می‌شوند همه نبایدهای زندگی خود را در برابر خود مشاهده می‌کنند. هری در انتهای بازی سایلنت هیل ۱ موفق می‌شود دختر خود را نجات دهد در حالی که همسر وی خواهد مرد. هری میسون در بازی سایلنت هیل ۳ می‌میرد.

### شرل میسون
شرل میسون (به انگلیسی: Cheryl Mason) (صداگذار: ساندرا وین) یکی از شخصیت‌های اصلی در بازی سایلنت هیل ۱ است. او دختر خردسال و ۷ ساله هری میسون است. او در جریان رویدادهای سایلنت هیل ۱ به همراه پدر خود به دنبال مادر گمشده خویش می‌رود اما در جریان حادثه‌ای وارد شهر سایلنت هیل می‌شود. شرل که اینک در هر سایلنت هیل حضور دارد، همانند دیگر افرادی که وارد این شهر می‌شود، نبایدهای زندگی خود را در برابر خود مشاهده می‌کند؛ او از پدر خود که به شکل دیگری او را می‌بیند گریزان می‌شود. رویدادهای سایلنت هیل ۱ پیرامون پیدا کردن او و مادرش توسط هری میسون است. شرل سرانجام و در پایان بازی، زنده می‌ماند، بدین صورت که پس از مرگ توسط پدرش، به شکل نوزادی با نام هدر میسون از نو متولد می‌شود.

### آلسا گیلسپی
آلسا گیلسپی (به انگلیسی: Alessa Gillespie) (صداگذار: ساندرا وینSH&، جنیفر وودوادSH:O) یکی از شخصیت‌های اصلی بازی سایلنت هیل ۱ و سایلنت هیل: ریشه‌ها است. آلسا دختر دالیا گیلسپی است و هری در زمان رانندگی، او را در میان جاده مشاهده و برای عدم برخورد با او، خودروی خود را منحرف کرد و پس از سقوط از کوهستان در شهر سایلنت هیل خود را به هوش دید. آلسا دارای شخصیت مرموزی است؛ او در پایان رویدادهای سایلنت هیل ۱، پس از مرگ، در هدر میسون تولد دوباره یافت. او همچنین یکی از شخصیت‌های محوری در فیلم سایلنت هیل است.

### جودی میسون
جودی میسون همسر هری میسون است که بر در بازی سایلنت هیل1نیست او به دلیل بیماری میمیرد

### سایبل بنت
افسر پلیس شهر سایلنت هیل 
است وی در کل بازی سایلنت هیل به هری میسون
کمک می‌کند که شریل را پیدا کند در آخر هم همراه هری از شهر فرار میکند

## سایلنت هیل ۲

### جیمز ساندرلند
جیمز ساندرلند (به انگلیسی: James Sunderland) (صداگذار: گوی کیهی) شخصیت اصلی و قابل کنترل در بازی سایلنت هیل ۲ است. جیمز در جریان رویدادهای سایلنت هیل ۲، پس از دریافت نامه‌ای مرموز از همسر مرده‌اش از سایلنت هیل وارد این شهر می‌شود و رویدادهای بازی سایلنت هیل ۲ را رقم می‌زند. جیمز که اینک در این شهر نفرین‌شده گرفتار شده و در مسیر خود با کله‌هرمی مواجه است.

## سایلنت هیل ۳

### هدر میسون
هدر میسون (به انگلیسی: Heather Mason) (صداگذار: هدر موریسSH3، آماندا وین‌لیSH:BM) شخصیت اصلی روایت‌کننده بازی سایلنت هیل ۳ و نخستین شخصیت اصلی زن در سری بازی‌های سایلنت هیل است. هدر حاصل تناسخ دو شخصیت شری میسون و آلسا گیلسپی در پایان رخدادهای بازی نخست این سری است. طراحی چهره این شخصیت خیالی از چهره سوفی مارسو و شارلوت گینسبورگ اقتباس شده‌است. دشمن اصلی او در بازی سایلنت هیل ۳ کلاودیا ولف است. آدلاید کلمنس ایفاگر نقش هدر میسون در فیلم سینمایی سایلنت هیل: مکاشفات بود.

## سایلنت هیل ۴: اتاق
هندری
هندری جزو شخصیت های دیگر سایلنت هیل4یا اتاق است او شخصیت اصلی بازی است او شبی میخوابد و کابوسی را می‌بیند که در اتاقش یعنی اتاق 302زندانی شده است بعد5روز به طور مرموزی دیوار دستشویی باز می‌شود و او وارد آن می‌شود هندری پس از وارد شدن می‌فهمد وارد جهان کابوس شده است

## سایلنت هیل: ریشه‌ها

### تراویس گرادی
تراویس گرادی (به انگلیسی: Travis Grady) (صداگذار: مایکی اوکانر) شخصیت اصلی بازی سایلنت هیل: ریشه‌ها و یکی از شخصیت‌های جانبی در بازی سایلنت هیل: بازگشت به خانه است. او یک راننده کامیون است که در هنگام انتقال محمولهٔ خود، به منظور ایجاد میانبر از شهر سایلنت هیل عبور کرد و در دام این شهر نفرین شده قرار گرفت. شخصیت تراویس گرادی در فیلم سینمایی سایلنت هیل: مکاشفات نیز حضور داشت.

## سایلنت هیل: بازگشت به خانه

### آلکس شپرد
آلکس شپرد (به انگلیسی: Alex Shepherd) (صداگذار: برایان بلوم) شخصیت اصلی و محوری بازی سایلنت هیل: بازگشت به خانه است. آلکس یک سرباز ارتش ایالات متحده است که از جنگ بازگشته و پس از رسیدن به زادگاه خود، شهر شپرد گلن با رویدادهای پیش‌بینی نشده‌ای مواجه می‌شود که مرتبط با شهر سایلنت هیل است. ناپدید شدن شهروندان شهر از جمله برادر و پدر آلکس و بهت‌زدگی عجیب مادر او، از جملهٔ این رویدادها هستند.

## سایلنت هیل: یادگاری‌های خردشده

### هری میسون
- نوشتار اصلی هری میسون

### هدر میسون
- نوشتار اصلی هدر میسون

## سایلنت هیل: رگبار

### مورفی پندلتون
مورفی پندلتون (به انگلیسی: Murphy Pendleton) (صداگذار: دیوید بوید کنراد) شخصیت اصلی بازی سایلنت هیل: رگبار است. مورفی یک زندانی است که توسط پلیس در هنگام انتقال به زندانی دیگر، در بین راه خودروی آن‌ها دچار تصادف شده و در این زمان او از این واقعه می‌گریزد. این فرار سبب ورود او به شهر سایلنت هیل می‌شود.